# Jonah Hill
Jonah Hill, nato Jonah Hill Feldstein (Los Angeles, 20 dicembre 1983), è un attore, comico, sceneggiatore, produttore cinematografico e regista statunitense.
È principalmente noto per i suoi ruoli comici nei film Su×bad - Tre menti sopra il pelo (2007), Non mi scaricare (2008), 21 Jump Street (2012) e Facciamola finita (2013). Ha inoltre ricoperto ruoli drammatici come in L'arte di vincere (2011) e The Wolf of Wall Street (2013) per i quali ha ricevuto due candidature al Premio Oscar come miglior attore non protagonista.
Nel 2018 fa il suo debutto come regista con la pellicola Mid90s, apprezzato sia dalla critica, sia dal pubblico.

## Biografia

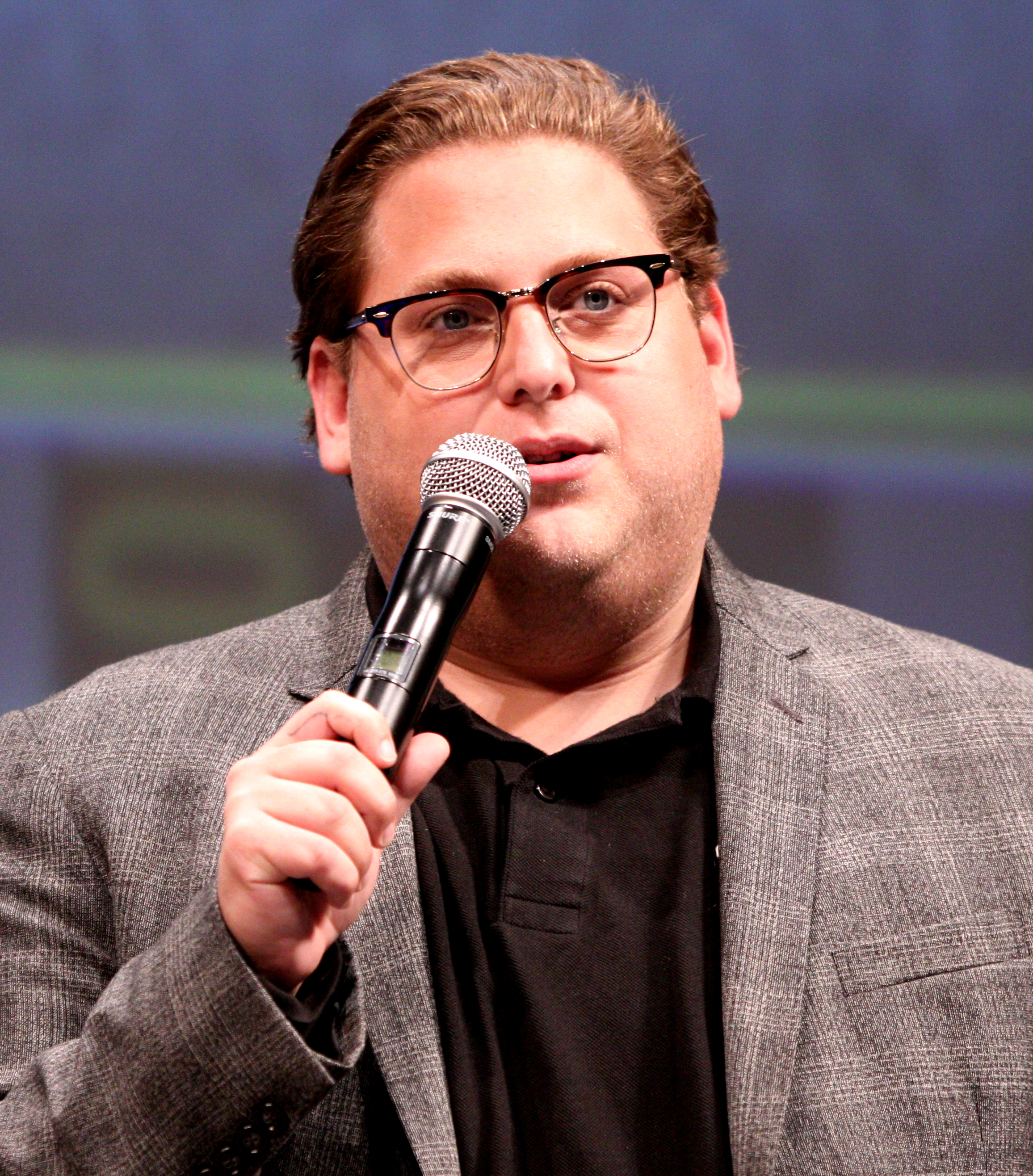
Jonah Hill al San Diego Comic-Con International 2010

Nato in California in una famiglia di origini ebraiche, è figlio di Sharon Lyn (nata Chalkin), una costumista e stilista di moda, e Richard Feldstein, un ragioniere. Ha studiato alla Brentwood School e alla Crossroads School di Santa Monica, in seguito frequenta la New School University e l'Università del Colorado dove inizia a studiare recitazione. Suo fratello maggiore Jordan, deceduto a 40 anni per un infarto nel dicembre 2017, è stato manager di gruppi musicali come Maroon 5 e Staind. Sua sorella minore è Beanie Feldstein.
Durante gli anni degli studi inizia a scrivere alcune commedie e si esibisce in un locale dell'East Village, a New York. Grazie alla sua amicizia con i figli di Dustin Hoffman, Hill riesce ad ottenere un'audizione per il film I ♥ Huckabees - Le strane coincidenze della vita, film che segna il suo debutto nel 2004. Partecipa ad alcune puntate del Saturday Night Live.
Negli anni successivi prende parte a film come 40 anni vergine, Cambia la tua vita con un click, 10 cose di noi, Molto incinta e Un'impresa da Dio. Nel 2007 è uno dei protagonisti di Su×bad - Tre menti sopra il pelo, prodotta da Judd Apatow, il quale produrrà due sue sceneggiature, una delle quali scritta in collaborazione con Seth Rogen, mentre nel 2009 fa un cameo nel film Una notte al museo 2 - La fuga, interpretando un guardiano notturno dello Smithsonian museum.

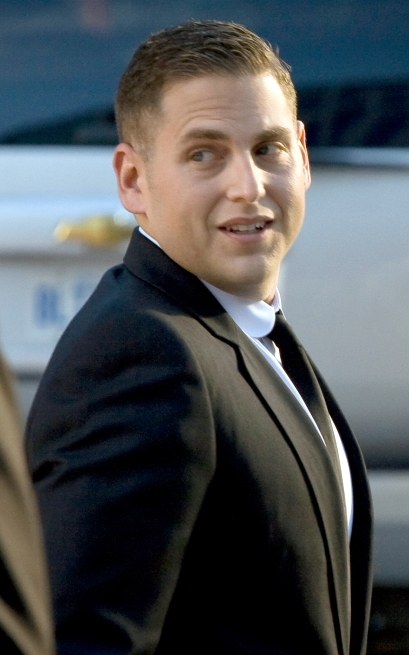
Jonah Hill al Toronto International Film Festival 2011

In trattative infruttuose per un ruolo come spalla a Shia LaBeouf in Transformers - La vendetta del caduto, Hill ha poi recitato nel terzo lungometraggio da regista di Judd Apatow, Funny People, accanto a Adam Sandler, Eric Bana e Seth Rogen. Egli è stato anche produttore nel 2009 del mockumentary di Sacha Baron Cohen Brüno. Sempre nel 2010 doppia l'arrogante ragazzo vichingo Moccicoso nel film della DreamWorks Dragon Trainer, ruolo che riprenderà nel séguito del 2014. Sempre per la DreamWorks presta la voce a Titan nel film Megamind.
Hill riceve una candidatura ai Golden Globe per il miglior attore non protagonista per la sua interpretazione nel film sportivo del 2011 L'arte di vincere, nel quale interpreta il suo primo ruolo drammatico. Inoltre ai Premi Oscar 2012 Hill riceve la sua prima candidatura all'Oscar come miglior attore non protagonista per lo stesso ruolo. Nel 2011 appare agli ESPN's ESPY Awards sfoggiando un fisico molto più asciutto, dopo aver perso 18 kg.
Nel 2012 è protagonista nei film 21 Jump Street e Vicini del terzo tipo. Nel 2013 è nel cast di Django Unchained di Quentin Tarantino e di The Wolf of Wall Street di Martin Scorsese, film grazie al quale ottiene la sua seconda candidatura all'Oscar come miglior attore non protagonista.

## Vita privata
Nel luglio 2011 è apparso agli ESPN Awards ESPN 2011, avendo perso una quantità significativa di peso. Lo ha fatto consultandosi con un istruttore e un nutrizionista, e cambiando la sua dieta (mangiando principalmente sushi) per ottenere ruoli importanti. 

## Filmografia

### Attore

#### Cinema
- I Heart Huckabees - Le strane coincidenze della vita (I ♥ Huckabees), regia di David O. Russell (2004)
- 40 anni vergine (The 40 Year Old Virgin), regia di Judd Apatow (2005)
- Cocco di nonna (Grandma's Boy), regia di Nicholaus Goossen (2006)
- Cambia la tua vita con un click (Click), regia di Frank Coraci (2006)
- Ammesso (Accepted), regia di Steve Pink (2006)
- 10 cose di noi (10 Items or Less), regia di Brad Silberling (2006)
- Rocket Science, regia di Jeffrey Blitz (2007)
- Molto incinta (Knocked Up), regia di Judd Apatow (2007)
- Un'impresa da Dio (Evan Almighty), regia di Tom Shadyac (2007)
- Su×bad - Tre menti sopra il pelo (Superbad), regia di Greg Mottola (2007)
- Walk Hard - La storia di Dewey Cox (Walk Hard: The Dewey Cox Story), regia di Jake Kasdan (2007) – cameo
- Strange Wilderness, regia di Fred Wolf (2008)
- Non mi scaricare (Forgetting Sarah Marshall), regia di Nicholas Stoller (2008)
- Just Add Water, regia di Hart Bochner (2008)
- Una notte al museo 2 - La fuga (Night at the Museum: Battle of the Smithsonian), regia di Shawn Levy (2009)
- Funny People, regia di Judd Apatow (2009)
- Il primo dei bugiardi (The Invention of Lying), regia di Ricky Gervais, Matthew Robinson (2009)
- In viaggio con una rock star (Get Him to the Greek), regia di Nicholas Stoller (2010)
- Cyrus, regia di Jay e Mark Duplass (2010)
- L'arte di vincere (Moneyball), regia di Bennett Miller (2011)
- Lo spaventapassere (The Sitter), regia di David Gordon Green (2011)
- 21 Jump Street, regia di Phil Lord e Chris Miller (2012)
- Vicini del terzo tipo (The Watch), regia di Akiva Schaffer (2012)
- Django Unchained, regia di Quentin Tarantino (2012)
- Facciamola finita (This Is the End), regia di Evan Goldberg e Seth Rogen (2013)
- The Wolf of Wall Street, regia di Martin Scorsese (2013)
- 22 Jump Street, regia di Phil Lord e Chris Miller (2014)
- True Story, regia di Rupert Goold (2015)
- Ave, Cesare! (Hail, Caesar!), regia di Joel ed Ethan Coen (2016)
- Trafficanti (War Dogs), regia di Todd Phillips (2016)
- Don't Worry (Don't Worry, He Won't Get Far on Foot), regia di Gus Van Sant (2018)
- Beach Bum - Una vita in fumo (The Beach Bum), regia di Harmony Korine (2019)
- Don't Look Up, regia di Adam McKay (2021)
- You People, regia di Kenya Barris (2023)

#### Televisione
- Maniac - miniserie TV (2018)

### Doppiatore
- Ortone e il mondo dei Chi, regia di Jimmy Hayward e Steve Martino (2007)
- I Simpson - serie TV, 1 episodio (2009)
- Dragon Trainer, regia di Dean DeBlois e Chris Sanders (2010)
- Megamind, regia di Tom McGrath (2010)
- La leggenda del drago Rubaossa (Legend of the Boneknapper Dragon), regia di John Puglisi (2010)
- Dragons - Il dono del drago (Dragons: Gift of the Night Fury), regia di Tom Owens (2011)
- The LEGO Movie, regia di Phil Lord e Chris Miller (2014)
- Dragon Trainer 2, regia di Dean DeBlois (2014)
- Dragons - L'inizio delle corse dei draghi (Dawn of the Dragon Racers), regia di Elaine Bogan e John Sanford (2014)
- Sausage Party - Vita segreta di una salsiccia, regia di Greg Tiernan e Conrad Vernon (2016)
- Lego Batman - Il film, regia di Chris McKay (2017)
- The Lego Movie 2 - Una nuova avventura (The Lego Movie 2: The Second Part), regia di Mike Mitchell (2019)
- Dragon Trainer - Il mondo nascosto (How to Train Your Dragon: The Hidden World), regia di Dean DeBlois (2019)
- Dragon Trainer - Rimpatriata (How to Train Your Dragon: Homecoming), regia di Tim Johnson - cortometraggio (2019)

### Sceneggiatore
- Allen Gregory – serie TV, 7 episodi (2011)
- 21 Jump Street, regia di Phil Lord e Chris Miller (2012)
- 22 Jump Street, regia di Phil Lord e Chris Miller (2014)
- Sausage Party - Vita segreta di una salsiccia, regia di Greg Tiernan e Conrad Vernon (2016)
- Mid90s, regia di Jonah Hill (2018)
- You People, regia di Kenya Barris (2023)

### Regista

#### Cinema
- Mid90s (2018)
- Il Metodo Di Phil Stutz (2022)

#### Videoclip
- Gonna Get Over You – Sara Bareilles (2011)
- Ain't It Funny – Danny Brown (2017)
- Sunflower - Vampire Weekend ft. Steve Lacy (2019)
- Wake Up – Travis Scott (2019)

### Produttore
- 22 Jump Street, regia di Phil Lord e Chris Miller (2014)
- Sausage Party - Vita segreta di una salsiccia, regia di Greg Tiernan e Conrad Vernon (2016)
- Maniac - miniserie TV (2018)
- Richard Jewell, regia di Clint Eastwood (2019)
- Y2K, regia di Kyle Mooney (2024)

## Riconoscimenti
- Premio Oscar
  - 2012 – Candidatura al miglior attore non protagonista per L'arte di vincere
  - 2014 – Candidatura al miglior attore non protagonista per The Wolf of Wall Street

- Golden Globe
  - 2012 – Candidatura al miglior attore non protagonista per L'arte di vincere
  - 2017 – Candidatura al miglior attore in un film commedia o musicale per Trafficanti

- BAFTA Awards
  - 2012 – Candidatura al miglior attore non protagonista per L'arte di vincere

- MTV Movie Awards[4][5]
  - 2015 – Candidatura al miglior momento "Ma che ca...!" per 22 Jump Street
  - 2015 – Candidatura al miglior combattimento con Jillian Bell per 22 Jump Street
  - 2015 – Candidatura alla miglior coppia con Channing Tatum per 22 Jump Street

- Teen Choice Awards
  - 2015 – Candidatura al miglior attore in un film drammatico per True Story[6]

## Doppiatori italiani
Nelle versioni in italiano delle opere in cui ha recitato, Jonah Hill è stato doppiato da:
- Simone Crisari in I Heart Huckabees - Le strane coincidenze della vita, Su×bad - Tre menti sopra il pelo, L'arte di vincere, 21 Jump Street, Django Unchained, Facciamola finita, The Wolf of Wall Street, 22 Jump Street, True Story, Ave, Cesare!, Trafficanti, Don't Worry, Maniac, Don't Look Up, You People
- Luigi Ferraro in 10 cose di noi, Una notte al museo 2 - La fuga, Il primo dei bugiardi
- Fabrizio Vidale in Cyrus, Lo spaventapassere, Vicini del terzo tipo
- Stefano Crescentini in 40 anni vergine, Molto incinta
- Fabrizio Manfredi in Cocco di nonna, Un'impresa da Dio
- Paolo Vivio in Cambia la tua vita con un click
- Gabriele Lopez in Ammesso
- Roberto Chevalier in Walk Hard - La storia di Dewey Cox
- Gianluca Crisafi in Non mi scaricare
- Davide Lepore in Funny People
- Massimiliano Alto in In viaggio con una rock star
- Emiliano Reggente in Beach Bum - Una vita in fumo
- Gabriele Patriarca in Reno 911!

Da doppiatore è sostituito da:
- Alessio Nissolino in Ortone e il mondo dei Chi, Dragon Trainer, La leggenda del drago Rubaossa, Dragons - Il dono del drago, Dragon Trainer 2, Dragons - L'inizio delle corse dei draghi, Dragon Trainer - Il mondo nascosto, Dragon Trainer - Rimpatriata
- David Chevalier in The LEGO Movie, The LEGO Movie 2 - Una nuova avventura
- Stefano Crescentini in Megamind
- Simone Crisari in Sausage Party - Vita segreta di una salsiccia
- Giuseppe Ippoliti in LEGO Batman - Il film